# Saint-Paul-d'Izeaux
Saint-Paul-d'Izeaux är en kommun i departementet Isère i regionen Auvergne-Rhône-Alpes i sydöstra Frankrike. Kommunen ligger i kantonen Tullins som tillhör arrondissementet Grenoble. År 2022 hade Saint-Paul-d'Izeaux 303 invånare.

## Befolkningsutveckling
Antalet invånare i kommunen Saint-Paul-d'Izeaux
Referens:INSEE